# Aasiaat Stadion
Aasiaat Stadion – wielofunkcyjny stadion w Aasiaat, na Grenlandii. Jest obecnie używany głównie dla meczów piłki nożnej. Swoje mecze rozgrywa na nim drużyna piłkarska Tupilakken 41. Posiada żwirowe boisko.